# 蘭德爾山
72°48′S 167°40′E / 72.800°S 167.667°E
蘭德爾山（Mount Randall），是南極洲的山峰，位於維多利亞地的博克格雷溫克海岸，處於里多爾斯山以西3.7公里和伯里爾山東北面6公里，海拔高度3,000米，現時由南極條約體系管理。